# Bureau de poste de Trouville-sur-Mer
Le bureau de poste de Trouville-sur-Mer est un édifice destiné à la poste situé à Trouville-sur-Mer, en France.

## Localisation
Cet édifice est situé dans le département français du Calvados, dans la commune de Trouville-sur-Mer, 16 rue Amiral-de-Maigret.

## Histoire
Le bureau de poste, destiné à remplacer le précédent édifice daté de la fin des années 1830, date des années 1920 et est l'œuvre de l'architecte normand Pierre Chirol. 
L'édifice est inscrit au titre des monuments historiques depuis le 5 juillet 2010, en particulier les éléments suivants : façades et toitures, salle du public avec son agencement et son décor.
Des travaux ont eu lieu à partir des années 1980 mais sans dénaturer l'ensemble.
Les services de la poste ont quitté l'édifice. Après fermeture, l'édifice a été vendu et après réaménagement est désormais exploité comme lofts de standing...

## Description
Le bâtiment, en béton armé, comprend deux étages pour les bureaux et le logement de fonction du receveur des postes. L'architecte a utilisé à la fois des éléments régionalistes en particulier un faux pan de bois mais également un style Art déco. La façade sur rue adopte une toiture ordinaire alors que les autres possèdent une couverture en terrasse.
La salle du public a conservé ses agencements intérieurs. Le vitrailliste Tambouret a réalisé des vitraux et le mosaïste Massacry a réalisé des pavements de sols et des murs.